# De arme molenaarsknecht en het katje
De arme molenaarsknecht en het katje is een sprookje uit Kinder- und Hausmärchen (KHM106), opgetekend door de gebroeders Grimm. De oorspronkelijke naam is Der arme Müllersbursch und das Kätzchen.

## Het verhaal
Een molenaar heeft geen vrouw en kinderen en als hij oud is, laat hij zijn drie molenaarsknechten op zoek gaan naar het beste paard. Degene die het beste paard mee terug neemt, krijgt de molen en moet voor de molenaar zorgen tot hij dood is. De derde jongen is de onderknecht en de anderen vinden hem onnozel en ze willen hem eigenlijk niet meenemen, omdat ze hem de molen niet gunnen. Onnozele Hans wil de molen dan niet meer en de drie komen bij een dorp en later bij een grot. De twee slimme jongens wachten tot Hans slaapt en gaan ervandoor. Als de zon opkomt, ziet Hans dat hij alleen is en hij komt later een lapjeskat tegen. De kat vraagt waar Hans heen wil en zegt dat hij weet dat Hans een mooi paard wil hebben. als hij de kat zeven jaar dient, zal dit gebeuren.
De kat neemt Hans mee naar het betoverde kasteel en er zijn veel katten die haar dienen. Ze zijn vrolijk en opgewekt en drie maken muziek tijdens het eten; de eerste speelt de bas, de tweede de viool en de derde een trompet. Na het eten wil de kat met Hans dansen, maar die heeft nog nooit met een kat gedanst en hij weigert. Hans wordt naar bed gebracht en een kat trekt zijn schoenen uit, een ander zijn kousen en de derde blaast de kaars uit. De volgende ochtend bindt een kat zijn kousenbanden vast, de ander haalt zijn schoenen en de derde wast en droogt zijn gezicht. Hans moet elke dag houtjes hakken en hij krijgt een zilveren bijl en wiggen, een zilveren zaag en een hamer van koper. Hans ziet alleen de lapjeskat en haar personeel.
Op een dag moet Hans het gras maaien en drogen en hij krijgt een zeis van zilver en een slijpsteen van goud, maar dit moet Hans wel teruggeven. Hans doet het werk en neemt alles mee naar huis. Hans krijgt een timmermansbijl, timmerhout, een winkelhaak en andere dingen van zilver en moet een huisje bouwen. De zeven jaren vliegen voorbij, het lijkt maar een half jaar, en Hans mag de paarden zien. Er staan twaalf paarden in het huisje wat Hans bouwde en Hans krijgt eten en drinken en begint aan zijn reis naar huis. Na drie dagen zal de kat het paard nabrengen.
Hans komt gekleed in zijn oude versleten kiel thuis. De andere molenaarsknechten zijn ook terug met een blind en een kreupel paard, maar ze lachen hem uit en de molenaar laat hem niet aan tafel zitten. Buiten krijgt hij wat te eten en hij moet slapen in het ganzenhok. De volgende ochtend zijn de drie dagen om en er komt een koets met zes van glanzende paarden. Een dienaar volgt met een zevende paard en er stapt een prachtige koningsdochter uit de koets. De molenaar moet Hans halen en de jongeman krijgt prachtige kleding van de dienaar van de koningsdochter.
De kat was de betoverde koningsdochter en ze ziet het blinde en kreupele paard van de andere molenaarsknechten. Het zevende paard wordt gebracht en de molenaar zegt dat zijn molen voor de derde muldersknecht is. Maar de koningsdochter neemt Hans mee en laat de molenaar zijn molen houden. Het paar komt bij het kleine huisje wat met het zilveren gereedschap is gebouwd en het is nu een groot kasteel geworden. Alles is van zilver en goud en het paar trouwt en is erg gelukkig. Het ontbreekt hen aan niets en niemand kan zeggen dat iemand die onnozel is niet goed terecht kan komen.

## Achtergronden bij het sprookje
- Het sprookje komt uit Zwehrn (van Dorothea Viehmann) in Nederhessen.
- Het is een poëtisch verhaal, waarschijnlijk van Franse afkomst.
- Het is verwant met een verhaal uit Paderborn, waarin een kleine schildpad de rol van het padje speelt.
- Het dier als helper komt in heel veel sprookjes voor;
  - zeven raven in De trouwe Johannes (KHM)
  - een beer in De twee gebroeders (KHM60)
  - een bij in De bijenkoningin (KHM62) en De twee reisgezellen (KHM107)
  - duiven in Assepoester (KHM21), De drie talen (KHM33) en De oude vrouw in het bos (KHM123)
  - een eend in Hans en Grietje (KHM15), De bijenkoningin (KHM62) en De twee reisgezellen (KHM107)
  - een geit in Eenoogje, tweeoogje en drieoogje (KHM130)
  - een haan in De drie gelukskinderen (KHM70)
  - een haas in De twee gebroeders (KHM60)
  - een hond in De drie talen (KHM33) en De oude Sultan (KHM48)
  - een kat in De drie gelukskinderen (KHM70)
  - een leeuw in De twee gebroeders (KHM60), De twaalf jagers (KHM67) en De koningszoon die nergens bang voor was (KHM121)
  - mieren in De witte slang (KHM17) en De bijenkoningin (KHM62)
  - een ooievaar in De twee reisgezellen (KHM107)
  - een paard in De ganzenhoedster (KHM89)
  - een pad in De drie veren (KHM63) en De ijzeren kachel (KHM127)
  - een raaf in De witte slang (KHM17) en Het boerke (KHM61)
  - een schimmel in Fernand getrouw en Fernand ontrouw (KHM126)
  - een slang in De drie slangenbladeren (KHM16) en De witte slang (KHM17)
  - een veulen in De twee reisgezellen (KHM107)
  - een vis in De witte slang (KHM17), Van de visser en zijn vrouw (KHM19), De goudkinderen (KHM85), Fernand getrouw en Fernand ontrouw (KHM126) en Het zeehaasje (KHM191)
  - een vogel in Assepoester (KHM21), De drie talen (KHM33) en De roverbruidegom (KHM40)
  - een vos in De gouden vogel (KHM57), De twee gebroeders (KHM60) en Het zeehaasje (KHM191)
  - een wolf in De oude Sultan (KHM48) en De twee gebroeders (KHM60)
- In veel sprookjes trekt de domoor juist aan het langste eind omdat hij andere kwaliteiten heeft, zie Sprookje van iemand die erop uittrok om te leren griezelen (KHM4), Het zingende botje (KHM28), Slimme Hans (KHM32), De drie talen (KHM33), De bijenkoningin (KHM62), De drie veren (KHM63), Gelukkige Hans (KHM83), Het aardmanneke (KHM91), en Vogel Grijp (KHM165). De domoor is vaak de derde zoon en heet vaak Hans (denk aan de uitdrukking "zit niet zo te hannessen"). In Russische sprookjes heet hij Iwan. In het heden past hij niet, maar hij zal slagen in de toekomst.
- De naam Hans komt veel voor in sprookjes, denk bijvoorbeeld aan het sprookje Hans en Grietje (KHM15), maar Kinder- und Hausmärchen bevatten nog vele andere sprookjes met de naam Hans.
- De molenaar als "vader", zie ook Het meisje zonder handen (KHM31), De roversbruidegom (KHM40), Repelsteeltje (KHM55) en De waternimf in de vijver (KHM181).
- Zie ook De gelaarsde kat.